# Мастер и Маргарита (мюзикл, 2009)
Ма́стер и Маргари́та — мюзикл (опера-фантазия), поставленный по мотивам знаменитого романа Мастер и Маргарита Михаила Афанасьевича Булгакова. Автор стихов и музыки — Валентин Овсянников.

## История спектакля

### О создателях спектакля
На создание этого произведения у композитора, автора стихов и либретто Валентина Овсянникова ушло 25 лет. В одном из интервью автор сообщил, что с самого начала не ставил себе целью дословно перенести роман М. А. Булгакова на театральные подмостки. Это была скорее авторская фантазия на вечные темы, диалог со зрителем о смерти и бессмертии, трусости и благородстве, верности и предательстве, любви и ненависти.
Режиссёр-постановщик первого сезона — Леонид Полонский, хореограф — Наталья Савченкова-Полонская. Режиссёр второго и последующих пяти сезонов — Игорь Бунаков.
В записи промодуэта «Мастер и Маргарита» принимала участие выпускница Московского детского театра эстрады Светлана Светикова и член Попечительского совета МДТЭ Народный артист России Дмитрий Харатьян.
В состав труппы музыкального спектакля «Мастер и Маргарита» вошли молодые артисты, имеющие за плечами опыт работы в таких мюзиклах, как «Красавица и Чудовище», «Бременские музыканты», «12 стульев», «Вестсайдская история», «L.O.V.E.» и др.
Пластическая группа спектакля (ансамбль): весь спектакль сопровождается хореографией с необычным смешением жанров — от классики до симфо-рока и модерна. В хореографической постановке 1 сезона использовались даже акробатические трюки в исполнении одного из самых популярных брейк-коллективов России «Top Secret». Танцевальный проект «TOP SECRET» — это уникальное танцевальное шоу с постановочной хореографией в стиле брейк, победители международного конкурса Soul&RnB музыки «Veрсия 0.1», финалисты проекта «Танцы Без Правил 2» на телеканале ТНТ, участники проекта «Минута Славы» на Первом Канале, участники проекта «Звезда Танцпола 3» на телеканале MTV-Russia
Начиная со второго сезона в составе труппы 8 солистов (Мастер, Маргарита, Воланд, Понтий Пилат, Фагот, Бегемот, Азазелло и Гелла) и 8 артистов пластической группы, исполняющих партии московского народонаселения, нечисти и другие массовые сцены.
В пятом сезоне, несмотря на большую занятость в других проектах, в спектакль вернулись многие артисты, полюбившиеся зрителям 1-2 сезонов (Олег Гончаров, Павел Бердников, Елена Газаева, Ростислав Колпаков, Константин Сташков, Григорий Захарьев, Андрей Якимов,Эдвард Тосуниди, Ольга Ермакова, Анна Куркова). Одновременно в пятом, а затем в шестом и, особенно, седьмом сезонах труппа пополнилась новыми исполнителями, в том числе, выпускниками Детского театра эстрады.

### Хронология (1- 7 сезоны)
16 сентября 2009 года состоялся пресс-показ музыкального спектакля (оперы-фантазии, как назвал её сам автор) В. В. Овсянникова «Мастер и Маргарита».
Премьера спектакля состоялась 23 сентября 2009 года на сцене Московского детского театра эстрады.
Завершился первый сезон «Мастера и Маргариты» 15 мая 2010 г., — в День рождения Михаила Афанасьевича Булгакова.
15 сентября 2010 года начался репетиционный период второго сезона. Старт второго сезона состоялся 14 ноября 2010 года в Московском детском театре эстрады.
Премьера третьего сезона Музыкального спектакля «Мастер и Маргарита» состоялась только 4 ноября 2012 г. , а завершился сезон 10 февраля 2013 г.
Четвёртый сезон (самый короткий) длился с 27 октября по 22 декабря 2013 г.
Пятый сезон открылся 11 октября 2015 г.
Премьеры шестого и седьмого сезонов состоялись в августе 2016 и 2017 г. соответственно. Закрытие седьмого сезона состоялось 8 марта 2018 г.

### Гастроли
За 7 сезонов спектакль выезжал на гастроли трижды:
— В первом сезоне (26 февраля 2010 г.) состоялась гастрольная премьера мюзикла в Нижнем Новгороде (совместный проект двух продюсерских центров, — Стаса Намина и «Звездная пристань»).
— В шестом (16 марта 2017 г.) и седьмом (17 февраля 2018 г.) сезонах состоялись гастроли в Тверь (при участии концертного агентства «Феникс»). Оба спектакля прошли в ДК Металлист.

## Список солистов музыкального спектакля «Мастер и Маргарита»
(в скобках — сезон, в котором работали в проекте) 
Мастер / Иешуа — Павел Бердников (1-6), Илья Викторов (2), Владимир Ябчаник (1), Ростислав Колпаков (11 октября 2015), Андрей Якимов (5-7), Денис Сорокотягин (5-7), Антон Яговитин (7).
Маргарита — Елена Газаева (1-5), Алиса Суменкова (1-2), Наталья Варнакова (3), Дарья Фомина (3), Анна Куркова (4-6), Валентина Руденко (5-7), Дарья Бурлюкало (7). 
Воланд — Олег Гончаров (1-7), Ростислав Колпаков (2), Евгений Вильтовский (апрель 2010), Александр Балыков (18 ноября 2012) и Эдвард Тосуниди (3-5), Григорий Захарьев (5-6), Сергей Воробьев (7) и Эмиль Рамазанов (гастроли в Тверь 17 февраля 2018 г.)
Понтий Пилат — Александр Балыков (1-3), Ростислав Колпаков, Иван Иванов (1), Константин Сташков (1-7), Михаил Мостов (2), Эдвард Тосуниди (3-5), Григорий Захарьев (6), Сергей Воробьев (7)
Кот Бегемот — Александр Муравьев, Сергей Сорокин (1), Артем Козлов (1), Михаил Мостов (2), Андрей Якимов (2-7), Дмитрий Стригин (5-6), Рахим Эль (5), Вадим Евтеев (6-7), Ян Янкевич (7)
Фагот — Григорий Захарьев (1-7), Сергей Сорокин (1), Александр Муравьев, Андрей Якимов (2-7), Денис Сорокотягин (5-7), Евгений Галанов (5), Эмиль Рамазанов (7), Павел Наркунас (7)
Азазелло — Иван Иванов (1), Константин Сташков (1-7), Михаил Мостов (2), Дмитрий Стригин (5-7), Эдвард Тосуниди (3-5), Эмиль Рамазанов (7)
Гелла — Елизавета Роднянская (1), Виктория Пивко (1), Елена Газаева (27 декабря 2009), Ирина Юсупова (2), Анна Куркова (2-6), Ольга Ермакова (3-7), Анастасия Тюшнякова (5), Валентина Руденко (6), Анастасия Самилкина (7), Надежда Кайдалова (7), Елизавета Горлова (7).

## Список композиций

### 1 акт
1. Хор актёров (Снится или видится 1)
2. Маргарита («Боже правый, как уютно и спокойно…»)
3. Дуэт Мастера и Маргариты («Ночь склонилась над сонным жнивьём»)
4. Мастер («Историк по призванию…»)
5. Монолог Воланда («Так кто ж я, наконец…»)
6. Свита Воланда («Как на Лысой, на горе…»)
7. Хор обывателей («Не ведали печали» 1)
8. Травля Мастера («Пилатчина»)
9. Колыбельная сжигаемой рукописи («Пламя вьётся, пламя злится…»)
10. Легионеры («Процветай могучий Рим»)
11. Речитатив Пилата («Чужая жизнь, чужой народ…»)
12. Размышления Пилата о политике («Политика — дело нелёгкое…»)
13. Легионеры («Ждёт мучительная смерть»)
14. Иешуа («Сердце биться перестанет»)
15. Диалог Иешуа и Пилата
16. Легионеры («Славься, римский император»)
17. Пилат («Пришло бессмертие… пришло…»)
18. Хор актёров («Снится или видится» 2)
19. Хор санитаров и обывателей («Весь мир дурдом»)
20. Мастер в клинике Стравинского («Вот мой скорбный приют»)
21. Легионеры на Голгофе
22. Иешуа на Голгофе («Вот и пройден мой путь до креста»)
23. Маргарита на Голгофе («Надежды нет и веры нет…»)
24. Хор актёров («Смерть или бессмертие»)

### 2 акт
1. Обращение к Михаилу Афанасьевичу Булгакову
2. Хор обывателей и Маргарита («Не ведали печали…» / «Пещеры потаённые, откройтесь Маргарите»)
3. Воланд. Приглашение на бал («Влюбленные слепцы, беспомощные дети…»)
4. Маргарита и Свита (полёт)
5. Дуэт Маргариты и Воланда (продолжение полёта)
6. Монолог Воланда о тайнах крови («Странная штука любовь…»)
7. Представление свиты
8. Сбор нечисти. Свита («Как на Лысой, на горе…»)
9. Воланд и Маргарита («Маргарита, кончен бал…»)
10. Извлечение Мастера («Сон волшебный, сон чудесный, дивный сон…»)
11. Воланд и Мастер («О чём же ваш роман?..»)
12. Свита о рукописи (Рукописи не горят)
13. Воланд («Вот теперь мне ясно, всё, что в этой книге…»)
14. Пилат («12 тысяч лун…»)
15. Воланд и свита («Вот и всё, все счёты кончены…»)
16. Дуэт Мастера и Маргариты («Две птицы в небе голубом…»)
17. Над вечным покоем (Последний полёт)
18. Выход актёров («Были или не были Странные видения…»)
19. Финал (Молитва)